# 妻よ! 松本サリン事件犯人と呼ばれて…家族を守り抜いた15年
『妻よ! 松本サリン事件犯人と呼ばれて…家族を守り抜いた15年』（つまよまつもとサリンじけんはんにんとよばれてかぞくをまもりぬいたじゅうごねん）は、2009年6月26日にフジテレビ系の「金曜プレステージ」枠で放送された単発スペシャルのテレビドラマで、オウム真理教が起こした松本サリン事件を元にした再現ドラマである。視聴率13.5%。

## キャスト
- 河野義行 - 石黒賢
- 河野澄子 - 松下由樹
- 河野真澄 - 前田敦子
- 河野仁志 - 浅利陽介
- 河野真紀 - 宮﨑香蓮
- 永田弁護士 - 大地康雄
- 横尾刑事 - 隆大介
- 名高達男
- 西尾まり
- 遠山俊也
- 佐藤真弓
- 江畑浩規
- 中根徹
- 鼓太郎
- 椎名泰三
- ヤブキレン

## スタッフ
- 脚本 - 田子明弘
- 演出 - 伊藤寿浩、一之瀬登
- プロデューサー - 内ヶ崎秀行、森川真行
- ナレーション - 窪田等
- 制作 - フジテレビ、ファインエンターテイメント